# Ricardo Pepi
Ricardo Daniel Pepi (El Paso, 9 januari 2003) is een Amerikaans-Mexicaans voetballer die doorgaans speelt als spits. In juli 2023 verruilde hij FC Augsburg voor PSV. Pepi maakte in 2021 zijn debuut in het voetbalelftal van de Verenigde Staten.

## Clubcarrière

### FC Dallas
Pepi speelde vanaf 2016 in de jeugdopleiding van FC Dallas. Voor die club debuteerde hij op 22 juni 2019, toen met 3–0 werd gewonnen van Toronto FC door twee doelpunten van Dominique Badji en een van Bressan. Van coach Luchi Gonzalez moest Pepi op de reservebank beginnen en hij mocht zes minuten voor het einde van de wedstrijd invallen voor Michael Barrios. Zijn eerste doelpunt volgde op 7 maart 2020. Op die dag begon Pepi als reservespeler aan de competitiewedstrijd tegen CF Montréal en hij zag Maximiliano Urruti twee keer scoren namens die club. Hierop viel de spits in voor Jesús Ferreira en maakte Zdeněk Ondrášek de aansluitingstreffer. Diezelfde Ondrášek gaf in de blessuretijd de assist op Pepi, die daarmee tekende voor de 2–2. Tijdens de zomerstop in 2021 tekende Pepi een nieuwe verbintenis bij FC Dallas, tot eind 2026.

### FC Augsburg
In januari 2022 maakte Pepi voor een bedrag van circa achttien miljoen euro de overstap naar FC Augsburg, waar hij zijn handtekening zette onder een verbintenis voor de duur van vierenhalf jaar, met een optie op een seizoen extra. Na vijftien competitiewedstrijden voor Augsburg zonder doelpunten werd Pepi in augustus 2022 voor de rest van het seizoen 2022/23 op huurbasis overgenomen door FC Groningen. op 17 september 2022 maakte Pepi zijn eerste doelpunt voor Groningen tegen Sparta Rotterdam (2–1 nederlaag). Met twaalf competitiedoelpunten werd Pepi clubtopscorer van FC Groningen, maar dit kon de club niet behoeden voor degradatie.

### PSV
In juli 2023 bereikten Augsburg en PSV een akkoord voor een overgang van de spits, naar verluidt voor een bedrag van tussen de acht en tien miljoen euro. Na het succesvol doorlopen van zijn medische keuring tekende Pepi voor vijf seizoenen bij de Eindhovense club. Tijdens zijn eerste wedstrijd in de voorbereiding tegen FC Blau-Weiß Linz was hij de match-winner.
In de strijd om de Johan Cruijff Schaal maakte hij in de drieënzeventigste minuut zijn debuut voor PSV in een officiële wedstrijd. Peter Bosz bracht hem in het veld voor Luuk de Jong. Door de 1–0 overwinning op Feyenoord won Pepi zijn eerste prijs in Nederland. Tijdens de derde voorronde van de UEFA Champions League, uit bij Sturm Graz, viel Pepi in de tweede helft weer in voor De Jong. Hij mocht een strafschop nemen en maakte zo zijn eerste doelpunt voor PSV. Met zijn goal besliste hij de uitslag op 1–3. Een maand later maakte Pepi zijn eerste Eredivisiedoelpunt voor PSV door tegen N.E.C. een penalty te benutten. Pepi kopte op 29 november PSV naar de achtste finales van Champions League. Hij maakte in de slotfase de beslissende 2–3 op bezoek bij Sevilla. Pepi kwam in zijn eerste seizoen bij de Eindhovense club 27 speelronden in actie, waarvan 26 keer als invaller, meestal voor Luuk de Jong. Hij droeg met onder meer zeven doelpunten bij aan het behalen van het landskampioenschap 2023/24. Hij maakte daarbij onder meer het enige doelpunt van de wedstrijd in de blessuretijd van het duel thuis tegen FC Twente.
Nadat Pepi in 2021 al eens een hattrick maakte in de Major League Soccer (voor FC Dallas), deed hij dat op 23 november 2024 voor het eerst in de Eredivisie. Hij maakte toen zowel het tweede, vierde als laatste doelpunt voor PSV tijdens een 5–0 overwinning op FC Groningen. De aanvaller liep in het begin van 2025 een blessure op aan zijn knie, die hem een geruime periode zou kosten. In de week na die blessure kreeg hij een nieuw contract voorgeschoteld van PSV, tot medio 2030.

## Clubstatistieken
| Seizoen | Club           | Competitie          | Competitie | Competitie | Beker | Beker | Internationaal | Internationaal | Totaal | Totaal |
| Seizoen | Club           | Competitie          | Wed.       | Dlp.       | Wed.  | Dlp.  | Wed.           | Dlp.           | Wed.   | Dlp.   |
| ------- | -------------- | ------------------- | ---------- | ---------- | ----- | ----- | -------------- | -------------- | ------ | ------ |
| 2019    | FC Dallas      | Major League Soccer | 7          | 0          | 2     | 0     | —              | —              | 9      | 0      |
| 2020    | FC Dallas      | Major League Soccer | 19         | 3          | 0     | 0     | —              | —              | 19     | 3      |
| 2021    | FC Dallas      | Major League Soccer | 31         | 13         | 0     | 0     | —              | —              | 31     | 13     |
| 2021/22 | FC Augsburg    | Bundesliga          | 11         | 0          | 0     | 0     | —              | —              | 11     | 0      |
| 2022/23 | FC Augsburg    | Bundesliga          | 4          | 0          | 1     | 0     | —              | —              | 5      | 0      |
| 2022/23 | → FC Groningen | Eredivisie          | 29         | 12         | 2     | 1     | —              | —              | 31     | 13     |
| 2023/24 | PSV            | Eredivisie          | 27         | 7          | 3     | 0     | 10             | 2              | 40     | 9      |
| 2024/25 | PSV            | Eredivisie          | 18         | 11         | 3     | 4     | 7              | 2              | 28     | 17     |
| Totaal  | Totaal         | Totaal              | 146        | 46         | 11    | 5     | 17             | 4              | 174    | 55     |

Bijgewerkt op 26 mei 2025.

## Interlandcarrière
Pepi speelde zijn eerste duel in het voetbalelftal van de Verenigde Staten op 8 september 2021. Op die dag werd een kwalificatiewedstrijd voor het WK 2022 met 1–4 gewonnen van Honduras. Pepi mocht van bondscoach Gregg Berhalter in de basisopstelling beginnen en zag Brayan Moya namens Honduras de score openen. Pepi gaf daarop een assist op een doelpunt van Antonee Robinson en scoorde een kwartier voor tijd zelf op aangeven van DeAndre Yedlin. Door doelpunten van Brenden Aaronson en Sebastian Lletget werd de eindstand bereikt.
In juni 2024 werd Pepi door Berhalter opgenomen in zijn selectie voor de Copa América 2024. Na een overwinning op Bolivia (2–0) en nederlagen tegen Panama (2–1) en Uruguay (0–1) werden de VS uitgeschakeld in de groepsfase. Pepi kwam in alle groepswedstrijden in actie. Zijn toenmalige clubgenoot Malik Tillman (eveneens de Verenigde Staten) was ook actief op het toernooi.
| Interlands van Ricardo Pepi voor Verenigde Staten | Interlands van Ricardo Pepi voor Verenigde Staten | Interlands van Ricardo Pepi voor Verenigde Staten | Interlands van Ricardo Pepi voor Verenigde Staten | Interlands van Ricardo Pepi voor Verenigde Staten | Interlands van Ricardo Pepi voor Verenigde Staten | Interlands van Ricardo Pepi voor Verenigde Staten |
| №                                                 | Datum                                             | Wedstrijd                                         | Uitslag                                           | Competitie                                        | Goals                                             |                                                   |
| Als speler bij FC Dallas                          | Als speler bij FC Dallas                          | Als speler bij FC Dallas                          | Als speler bij FC Dallas                          | Als speler bij FC Dallas                          | Als speler bij FC Dallas                          | Als speler bij FC Dallas                          |
| ------------------------------------------------- | ------------------------------------------------- | ------------------------------------------------- | ------------------------------------------------- | ------------------------------------------------- | ------------------------------------------------- | ------------------------------------------------- |
| 1                                                 | 8 september 2021                                  | Honduras – Verenigde Staten                       | 1 – 4                                             | WK 2022 kwalificatie                              | 75'                                               |                                                   |
| 2                                                 | 7 oktober 2021                                    | Verenigde Staten – Jamaica                        | 2 – 0                                             | WK 2022 kwalificatie                              | 49', 62'                                          |                                                   |
| 3                                                 | 10 oktober 2021                                   | Panama – Verenigde Staten                         | 1 – 0                                             | WK 2022 kwalificatie                              |                                                   |                                                   |
| 4                                                 | 13 oktober 2021                                   | Verenigde Staten – Costa Rica                     | 2 – 1                                             | WK 2022 kwalificatie                              |                                                   |                                                   |
| 5                                                 | 12 november 2021                                  | Verenigde Staten – Mexico                         | 2 – 0                                             | WK 2022 kwalificatie                              |                                                   |                                                   |
| 6                                                 | 16 november 2021                                  | Jamaica – Verenigde Staten                        | 1 – 1                                             | WK 2022 kwalificatie                              |                                                   |                                                   |
| 7                                                 | 18 december 2021                                  | Verenigde Staten – Bosnië en Herzegovina          | 1 – 0                                             | Vriendschappelijk                                 |                                                   |                                                   |
| Als speler bij FC Augsburg                        |                                                   |                                                   |                                                   |                                                   |                                                   |                                                   |
| 8                                                 | 30 januari 2022                                   | Canada – Verenigde Staten                         | 2 – 0                                             | WK 2022 kwalificatie                              |                                                   |                                                   |
| 9                                                 | 2 februari 2022                                   | Verenigde Staten – Honduras                       | 3 – 0                                             | WK 2022 kwalificatie                              |                                                   |                                                   |
| 10                                                | 24 maart 2022                                     | Mexico – Verenigde Staten                         | 0 – 0                                             | WK 2022 kwalificatie                              |                                                   |                                                   |
| 11                                                | 30 maart 2022                                     | Costa Rica – Verenigde Staten                     | 2 – 0                                             | WK 2022 kwalificatie                              |                                                   |                                                   |
| Als speler bij FC Groningen                       |                                                   |                                                   |                                                   |                                                   |                                                   |                                                   |
| 12                                                | 27 september 2022                                 | Saoedi-Arabië – Verenigde Staten                  | 0 – 0                                             | Vriendschappelijk                                 |                                                   |                                                   |
| 13                                                | 24 maart 2023                                     | Grenada – Verenigde Staten                        | 1 – 7                                             | Nations League 2022/23                            | 4', 53'                                           |                                                   |
| 14                                                | 27 maart 2023                                     | Verenigde Staten – El Salvador                    | 1 – 0                                             | Nations League 2022/23                            | 62'                                               |                                                   |
| 15                                                | 15 juni 2023                                      | Verenigde Staten – Mexico                         | 3 – 0                                             | Nations League 2022/23                            | 78'                                               |                                                   |
| 16                                                | 18 juni 2023                                      | Verenigde Staten – Canada                         | 2 – 0                                             | Nations League 2022/23                            |                                                   |                                                   |
| Als speler bij PSV                                |                                                   |                                                   |                                                   |                                                   |                                                   |                                                   |
| 17                                                | 9 september 2023                                  | Verenigde Staten – Oezbekistan                    | 3 – 0                                             | Vriendschappelijk                                 | 90+1'                                             |                                                   |
| 18                                                | 13 september 2023                                 | Verenigde Staten – Oman                           | 4 – 0                                             | Vriendschappelijk                                 | 79'                                               |                                                   |
| 19                                                | 13 september 2023                                 | Verenigde Staten – Duitsland                      | 1 – 3                                             | Vriendschappelijk                                 |                                                   |                                                   |
| 20                                                | 13 september 2023                                 | Verenigde Staten – Ghana                          | 4 – 0                                             | Vriendschappelijk                                 |                                                   |                                                   |
| 21                                                | 16 november 2023                                  | Verenigde Staten – Trinidad en Tobago             | 3 – 0                                             | Nations League 2023/24                            | 82'                                               |                                                   |
| 22                                                | 20 november 2023                                  | Trinidad en Tobago – Verenigde Staten             | 2 – 1                                             | Nations League 2023/24                            |                                                   |                                                   |
| 23                                                | 21 maart 2024                                     | Verenigde Staten – Jamaica                        | 3 – 1 n.v.                                        | Nations League 2023/24                            |                                                   |                                                   |
| 24                                                | 8 juni 2024                                       | Verenigde Staten – Colombia                       | 1 – 5                                             | Vriendschappelijk                                 |                                                   |                                                   |
| 25                                                | 12 juni 2024                                      | Verenigde Staten – Brazilië                       | 1 – 1                                             | Vriendschappelijk                                 |                                                   |                                                   |
| 26                                                | 23 juni 2024                                      | Verenigde Staten – Bolivia                        | 2 – 0                                             | Copa América 2024                                 |                                                   |                                                   |
| 27                                                | 27 juni 2024                                      | Verenigde Staten – Panama                         | 1 – 2                                             | Copa América 2024                                 |                                                   |                                                   |
| 28                                                | 1 juli 2024                                       | Verenigde Staten – Uruguay                        | 0 – 1                                             | Copa América 2024                                 |                                                   |                                                   |
| 29                                                | 7 september 2024                                  | Verenigde Staten – Canada                         | 1 – 2                                             | Vriendschappelijk                                 |                                                   |                                                   |
| 30                                                | 10 september 2024                                 | Verenigde Staten – Nieuw-Zeeland                  | 1 – 1                                             | Vriendschappelijk                                 |                                                   |                                                   |
| 31                                                | 12 oktober 2024                                   | Verenigde Staten – Panama                         | 2 – 0                                             | Vriendschappelijk                                 | 90+4'                                             |                                                   |
| 32                                                | 14 november 2024                                  | Jamaica – Verenigde Staten                        | 0 – 1                                             | Nations League 2024/25                            | 5'                                                |                                                   |
| 33                                                | 18 november 2024                                  | Verenigde Staten – Jamaica                        | 4 – 2                                             | Nations League 2024/25                            | 42'                                               |                                                   |

Bijgewerkt op 26 mei 2025.

## Erelijst
| Competitie              | Aantal | Jaren            |
| PSV                     | PSV    | PSV              |
| ----------------------- | ------ | ---------------- |
| Eredivisie              | 2      | 2023/24, 2024/25 |
| Johan Cruijff Schaal    | 2      | 2023, 2025       |
| Verenigde Staten        |        |                  |
| CONCACAF Nations League | 2      | 2022/23, 2023/24 |

## Trivia
- Pepi's bijnaam El Tren is verzonnen door supporters van FC Dallas. Ze noemden hem zo, omdat hij opeenvolgende wedstrijden scoorde en daardoor een Hype Train zou zijn. Naar eigen zeggen namen de supporters van FC Augsburg en FC Groningen het gebruik van de bijnaam over.[1]